# Набережна (Щолковський міський округ)
На́бережна (рос. Набережна) — присілок у складі Щолковського міського округу Московської області, Росія.

## Населення
Населення — 314 осіб (2010; 387 у 2002).
Національний склад (станом на 2002 рік):
- росіяни — 96 %